# Physcomitrium ericetorum
Physcomitrium ericetorum là một loài Rêu trong họ Funariaceae. Loài này được (De Not.) Bruch & Schimp. mô tả khoa học đầu tiên năm 1841.